# Цъси
Цъси Тайхоу (на китайски: 慈禧太后; пинин: Cíxī Tàihòu; уейд: Tz'u-Hsi T'ai-hou, също Цъ Ши) е императрица на Китай. Тя е една от съпругите на император Сиенфън и майка на единствения му син. От неговата смърт през 1861 г. до своята смърт през 1908 г. тя е фактически владетел на страната, под номиналното управление на сина си Тунджъ и осиновения си племенник Гуансю. Управлението ѝ е доста противоречиво, като част от историците го приемат като причината за падането на последната китайска императорска династия – Цин, а други виждат в Цъ Си умел владетел, който създава модерен Китай.

## Ранен живот
Цъси е родена на 29 ноември 1835 г. в семейството на служител от манджурски род – Хуейджен и съпругата му Фука. Фамилията на бъдещата императрица е Йехунала, един от най-аристократичните манджурски родове. Предполага се, че рожденото ѝ име е Юлан, означаващо магнолия.
Мястото, където е родена, е неизвестно, но тя прекарва първите години от живота си в провинция Анхуей, където е на служба баща ѝ. После (1849 – 1850) живее със семейството си в Хохот, днешна Монголия, където развива любов към откритите пространства и красива природа. Семейството ѝ се премества в Пекин (1850) когато тя е на четиринадесет години.
Цъ Си има по-малък брат Йехунала Куейсян и сестра – Йехунала Уанжен, които по-късно заемат високи позиции в двора, благодарение на сестра си.
Цъ Си е любимото дете на баща си и от него бъдещата императрица получава широко на тематика образование.
В края на 1850 г. семейство Йехунала изпада в немилост и бащата загубва работата си като императорски чиновник. Цъ Си е принудена да шие обувки на пазарите в Пекин за да помогне финансово на семейството си. Този спомен ще остане ярко запечатан в съзнанието на императрицата и десетилетия след случката Цъ Си ще разказва на придворните си дами за тази част от живота си. След няколко месеца на бащата на Цъ Си отново се дава работа като чиновник и материалното състояние на семейство Йехунала е подобрено.

## Живот до 1861
През 1851 г. е приета в харема на император Сиенфън и на 27 април 1856 ражда Тунджъ, единственият син на императора.
През 1860 г., в хода на Втората опиумна война, британски и френски войски достигат до Пекин и император Сиенфън и свитата му, включително Цъси, са принудени да заминат за Жъхъ (днес Чъндъ) в Манджурия. Научавайки, че вражеските войски са изгорили до основи Летния дворец, императорът изпада в депресия и започва да консумира големи количества алкохол и други наркотици.
Император Сенфън умира на 22 август 1861 г. и, тъй като наследникът му е само на 5 години, оставя управлението на съпругите си Цъан и Цъси и осем министри регенти, начело със Сушун. След неговата смърт напрежението между императриците и регентите нараства. По време на погребалната процесия на императора към Пекин Цъси провежда дворцов преврат, станал известен под името Синю, с помощта на принцовете Исин и Исюен. Тя отстранява осемте министри, като Сушун и двама други са екзекутирани.
През 1872 г. императрица Цъан избира за съпруга на император Тунджъ Сяо Джъи, която става императрица под името Дзяшун. Отношенията на новата императрица с Цъси са обтегнати, тъй като дядото на Дзяшун е бил сред противниците на Цъси по време на преврата Синю. Тунджъ и Дзяшун прекарват много време заедно, което според Цъси пречи на образованието им, поради което тя им нарежда да живеят разделени. В края на 1874 г. Тунджъ се разболява от сифилис и на 13 януари 1875 г. умира. На 27 март Дзяшун се самоубива или, според някои слухове, е оставена да умре от глад по заповед на Цъси.
След смъртта на Тунджъ, в нарушение на правилата за наследяване, Цъси поставя на трона тригодишния си племенник Гуансю, когото осиновява.
След смъртта на императрица Цъан през 1881 г. Цъси става единствен владетел на Китай, въпреки че и преди това Цъан рядко се намесва в политиката. През 1885 г. Цъси отстранява от управлението Исин и го заменя с по-лесно управляемия Исюен, дядо на бъдещия император Пуи. През 1889 г. Гуансю достига пълнолетие и Цъси официално се оттегля от властта, като се премества във възстановения Летен дворец.
Шокиращото поражение на Китай в Китайско-японската война (1894 – 1895) подтиква императора и приближените му да предприемат реформи по японски образец. През 1898 започват Стодневните реформи целящи да модернизират страната. С помощта на армията, през септември Цъси отново поема властта, отменя всички започнати реформи и обявява императора за неспособен да управлява. Макар че формално запазва титлата си, той губи всички привилегии и е държан като затворник в Забранения град.
През 1900 г. Цъси обявява подкрепата си за Боксерското въстание, ксенофобски метеж, при който са избити голям брой европейци. В отговор осем европейски държави изпращат свои войски, които не срещат особена съпротива от слабата китайска армия и окупират Забранения град. Цъси е принудена да подпише унизителен договор, с който в Китай се установяват чужди войски и страната трябва да изплати значителни репарации.
Императрица Цъси умира на 15 ноември 1908 г., след като предишния ден за император е обявен Пуи.